# Greatest Hits (álbum de Air Supply)
Greatest Hits es el título del primer álbum recopilatorio grabado por el dúo de soft rock inglés-australiano Air Supply. Fue lanzado al mercado bajo el sello discográfico Arista en agosto de 1983, donde se desprende el éxito inédito: «Making Love Out of Nothing at All». Puede decirse que ha sido el álbum más exitoso de la banda pues certificó ventas multiplatino en EUA vendiendo más de 7 millones de copias, ha sido reeditado en varias ocasiones y se estima que desde su lanzamiento hasta la actualidad ha vendido más de 20 millones de copias. Forma parte de la lista de  los 100 discos que debes tener antes del fin del mundo, publicada en 2012 por Sony Music.

## Lista de canciones
1. «Lost in Love»
2. «Even The Nights Are Better»
3. «The One That You Love»
4. «Every Woman In The World»
5. «Chances»
6. «Making Love Out of Nothing At All» - 5:46
7. «All Out of Love»
8. «Here I Am (Just When I Thought I Was Over You)»
9. «Sweet Dreams»

- Datos: Q3285234